# 長浜市立虎姫小学校
長浜市立虎姫小学校（ながはましりつ とらひめしょうがっこう）は、滋賀県長浜市五村にあった公立小学校。

## 沿革

### 略歴
長浜市立虎姫小学校の起源は、明治時代に開校した三川学校、昌知学校、よう生学校、養知学校、宮部学校、大井学校、小桜学校である。統廃合を経て、1911年（明治44年）、虎姫尋常高等小学校が設立された。1941年（昭和16年）、虎姫国民学校となり、1947年（昭和22年）、虎姫小学校となる。2010年（平成22年）、長浜市立虎姫小学校に改称し、2020年、長浜市立虎姫中学校と統合により閉校した。

### 年表
- 1886年（明治19年） - 知新小学校（尋常科）、小桜小学校（簡易科）
- 1887年（明治20年） - 新小学校（簡易科）
- 1888年（明治21年） - 有為小学校（尋常科）
- 1889年（明治22年） - 三宮小学校（尋常科）
- 1893年（明治26年） - 虎姫尋常小学校および宮部分教場、小桜分教場
- 1895年（明治28年） - 虎姫東尋常小学校
- 1894年（明治29年） - 虎姫尋常高等小学校
- 1898年（明治33年） - 小桜尋常小学校
- 1911年（明治44年） - 虎姫尋常高等小学校が設立される。 校舎を現在地へ移築、増築
- 1925年（大正14年） - 講堂新築
- 1928年（昭和3年） - 中・北校舎を増築
- 1941年（昭和16年） - 国民学校令施行により虎姫国民学校
- 1947年（昭和22年） - 学校教育法施行により虎姫町立虎姫小学校となる
- 1963年（昭和38年） - 火災で講堂・本館を焼失する
- 1964年（昭和39年） - 体育館・南校舎を新築する
- 1981年（昭和56年） - 北校舎を新築する
- 1982年（昭和57年） - 中校舎を新築する
- 1992年（平成4年） -　プール竣工
- 2004年（平成16年） - 体育館・南校舎改築
- 2010年（平成22年）1月1日 - 長浜市立虎姫小学校に改称
- 2020年（令和2年）3月31日 - 閉校する

## 通学区域
- 旧・虎姫町全域

## 進学先中学校
- 卒業生は基本的に長浜市立虎姫中学校へ進学する。

## 周辺
- 長浜市役所 虎姫支所
- 長浜市立虎姫中学校
- 滋賀県立虎姫高等学校
- 長浜市立虎姫図書館
- 虎姫郵便局
- 滋賀県道263号丁野虎姫長浜線
- 高時川

## アクセス
- JR北陸本線 虎姫駅から南東へ700m
- 湖国バス 虎高前にて下車
- 滋賀県道273号東野虎姫線沿い